# Mary Benson
Mary Benson (1919-2000) is een Zuid-Afrikaans politiek activiste en schrijfster.

## Leven
Benson werd geboren in Zuid-Afrika. Na een periode van rondreizen door Europa en de Verenigde Staten, sloot zij zich, bij terugkeer in Zuid-Afrika, aan bij het Zuid-Afrikaanse Vrouwenleger. Ze werd uitgezonden naar het Midden-Oosten, Italië, Griekenland en Australië.
Na haar werkzaamheden in het leger werd Benson secretaresse van de filmregisseur David Lean. Na het lezen van Alan Patons Cry, the beloved country in 1948 en de vriendschap die ze opbouwde met Paton zelf, besloot Benson zich meer in de politiek van haar land te gaan verdiepen. Al gauw werd ze een politiek activiste. Benson heeft bijvoorbeeld Bram Fisher een schuilplaats geboden, toen die moest onderduiken na de rechtszaak waarbij Nelson Mandela en vele anderen levenslang kregen toegewezen.
Zij leefde daarna in ballingschap in Engeland en richtte daar samen met Michael Scott het 'Africa Bureau' op in Londen. Benson woonde in Londen. Zij was betrokken bij het International Defence and Aid Fund for Southern Africa.

## Oeuvre
Benson is schrijfster van met name biografieën van politici:
- Tshekedi Khama (1960)
- Chief Albert Luthuli of South Africa (1963)
- Nelson Mandela (1986).

Over het ANC schreef ze in 1963 The African patriots: the story of the African National Congress of South Africa.
Een roman van haar hand is At the still point (1969).
Voor de BBC verzorgde ze documentaires:
- Nelson Mandela and the Rivonia trial
- A place of martyrs - Robben Island.

Bij het International Defence and Aid Fund for Southern Africa verschenen haar publicaties:
- The SUN will rise: statements from the dock by southern African political prisoners (1981, herziene en uitgebreide uitgave)
- South Africa: the struggle for a birthright (1985).

In 1990 verscheen de autobiografie A far cry - The making of a South African.